# Pavel Alexandrovič Alexandrov
Pavel Alexandrovič Alexandrov (rusky Павел Александрович Александров, 1866 Petrohrad – 24. září 1940 Moskva) byl ruský právník.
Pocházel z měšťanské rodiny a v roce 1890 vystudoval právnickou fakultu Petrohradské státní univerzity. Pracoval jako okresní prokurátor v Mitavě a Pskově a od roku 1897 byl vyšetřovatelem petrohradského soudu. Věnoval se ostře sledovaným kauzám carského Ruska, jako byl atentát na premiéra Sergeje Witteho, vražda herečky Marianny Timeové nebo smrt syna admirála Alexandra Kuroše. Byl mu udělen Řád svatého Stanislava a titul státního rady.
Za první světové války byl instruktorem kontrašpionáže u ruského generálního štábu. Ruská prozatímní vláda pověřila Alexandrova vedením Mimořádné vyšetřovací komise a sledováním činnosti Svazu ruského lidu. Od dubna roku 1917 se také zabýval případem obvinění Vladimira Iljiče Lenina z velezrady, ovšem po říjnové revoluci bylo vyšetřování zastaveno a část spisů zlikvidována.
Po nástupu bolševiků k moci se stal Alexandrov úředníkem Odboru veřejných prací. V letech 1918 až 1920 byl jako odpůrce režimu vězněn, znovu byl zatčen a vyšetřován v roce 1925. Pak pracoval v oddělení vyšetřování nehod na Říjnové železnici v Moskvě. Znovu byl vězněn v letech 1928 až 1932. Po propuštění žil v Tverském okrese Moskvy a byl právníkem na ředitelství cukrovarnického průmyslu. V noci ze 17. na 18. listopad 1939 byl zatčen na základě Rozkazu 00447 a v červnu 1940 ho Vojenské kolegium Nejvyššího soudu odsoudilo k trestu smrti. Byl zastřelen 24. září 1940 a pohřben na Novém donském hřbitově v Moskvě. V roce 1993 Alexandrova ruská vojenská prokuratura posmrtně rehabilitovala.